# 普尔什普尔什河
普尔什普尔什河（俄语：Река Пурш-Пурш）是萨哈林州诺格利基区的河流，源起纳比尔山脉兄弟山，长39公里，流域面积296平方公里，流域内多森林，下游穿过中央山脉，注入鄂霍次克海。

## 引用
1. ↑  М·Г·瓦西科夫斯基. . 列宁格勒: 气象出版社. 1973 （俄语）.
2. ↑  . 国家水登记处.   [2024-01-03]. （原始内容存档于2024-01-03） （俄语）.